# Kontrastverhältnis
Das Kontrastverhältnis ist ein in der Unterhaltungselektronik gebräuchlicher Messwert, der zur Darstellung der maximalen relativen Helligkeitsunterschiede zwischen Schwarz und Weiß dient. Es beschreibt quantitativ die Fähigkeit eines Bildschirms oder Projektors, ein kontrastreiches Bild zu erzeugen und ist dabei der Quotient der maximal und der minimal darstellbaren Leuchtdichte.
Je größer dieser Quotient ist, desto höher ist der Kontrast und desto schärfer und lebendiger wirkt das Bild. Ist der Quotient kleiner, wirken Farben matter, da die Farbsättigung durch die Beimischung von Weißanteilen nur geringe Werte erreichen kann. Das Bild wirkt ausgebleicht und schwarze Bereiche des Bildes werden oft als dunkelgrau empfunden. Das Kontrastverhältnis hat direkte Auswirkungen auf den Gamut (die Menge aller darstellbaren Farben) eines Anzeigegerätes. Weitere Effekte, wie der Helmholtz-Kohlrausch-Effekt (wahrgenommene Helligkeit steigt bei zunehmender Sättigung trotz konstanter Leuchtdichte), der Hunt-Effekt (Erhöhung der wahrgenommenen Sättigung durch Erhöhung der Leuchtdichte) oder der Bezold-Brücke-Effekt (Farbtonverschiebung bei Änderung der Leuchtdichte) beeinflussen die Farbwahrnehmung ebenfalls und können das Erscheinungsbild deutlich verändern.
Als besonders wichtig hat sich ein gutes Kontrastverhältnis bei Heimkinoanwendungen erwiesen, bei denen es auf die wirklichkeitsgetreue Wiedergabe sowohl tiefschwarzer als auch reinweißer Flächen ankommt.
Allerdings ist dazu anzumerken, dass die Wahrnehmung des Kontrastes sehr von der Umgebungshelligkeit abhängt (relativ dunkle Umgebung beim Heimkino). Bei einer helleren Umgebung wirkt der Schwarzwert eines Monitors dunkler und erhöht somit den wahrgenommenen Kontrast (Simultankontrast). Ist die Umgebung zu hell, treten gegenteilige Effekte auf und die Kontrast- und Farbwahrnehmung werden durch Effekte, wie die Transient Adaptation geschwächt. Die Wahrnehmung des Schwarzwertes ist sehr variabel und sowohl von der Umgebungshelligkeit als auch vom Adaptationszustand des Betrachters abhängig.
Typische Kontrastverhältnisse für unterschiedliche Bildschirm- und Projektortypen:
- Kathodenstrahlröhre: größer 25.000:1[1]
- Projektoren mit Passiv-Matrix-LCDs: 15:1
- Aktiv-Matrix-TFTs: bis zu 100:1
- Mikrospiegelaktor: 175:1
- Poly-Si LCD: 300:1
- 35-mm-Dias: typ. 2000:1 (rot) bis 6000:1 (grün, blau), Fuji Velvia, Provia[2]
- S-PVA-TFTs: bis 3000:1
- LCD-Fernseher: bis 1500:1
- Plasma-Fernseher: bis 18.000:1 (Dynamisch 5.000.000:1) (Stand: 12/2010 | LG-50PX950)
- OLED: bis 400.000:1

Texas Instruments präsentierte im Januar 2007 auf der Elektronikmesse CES in Las Vegas einen Prototyp eines Rückprojektions-Fernsehers, welcher auf LEDs als Lichtquelle setzt und ein Kontrastverhältnis von 100.000:1 hat. Sony präsentierte dort zwei OLED-Bildschirme mit einem angeblichen Kontrastverhältnis von gar 1.000.000:1.

## Dynamischer Kontrast
Bei Flüssigkristallbildschirmen wird oft ein dynamischer Kontrast angegeben, auch ACR advanced contrast ratio genannt. Dieser darf nicht mit dem statischen (oder nativen) Kontrast verwechselt werden und ein Vergleich zwischen den beiden Kontrastarten ist unzulässig.
Der statische Kontrast bei Flüssigkristallbildschirmen ist das Verhältnis zwischen der Lichtstärke des hellsten und des dunkelsten Punktes eines Bildes und wird durch die verschiedene Lichtdurchlässigkeit der Flüssigkristalle erzeugt. Zur Zeit (2009) wird mit TN- und IPS-Technologie ein Maximalkontrast von rund 1000:1, mit AMVA-Technologie ein solcher bis zu 2500:1 erreicht. 
Höhere Kontrastwerte sind bei Flüssigkristallbildschirmen derzeit nur mit dynamischem Kontrast erreichbar. Dabei wird zusätzlich die Stärke der Hintergrundbeleuchtung verändert: Bei einem allgemein dunklen Bild wird die Hintergrundbeleuchtung reduziert, um das Bild noch dunkler erscheinen zu lassen, bei einem allgemein hellen Bild wird sie verstärkt, um das Bild zusätzlich aufzuhellen. Wird dieser Trick gekonnt angewandt, so führt er bei Filmen zum Eindruck eines stärkeren Allgemeinkontrasts. Dabei wird aber keineswegs der Kontrast innerhalb eines Einzelbildes vergrößert, sondern derjenige zwischen zwei aufeinanderfolgenden Bildern. Der dynamische Kontrast wird also nur bei bewegten Bildern wirksam, bei statischen Anwendungen wie zum Beispiel Bildbearbeitung ist er irrelevant. Für solche Anwendungen muss er sogar ausgeschaltet werden, um eine gleichmäßige Arbeitsumgebung zu erhalten.
Wie wenig aussagekräftig der dynamische Kontrast ist, lässt sich durch eine einfache Überlegung illustrieren: Der Kontrast ist das Verhältnis zwischen der Lichtstärke des hellsten und des dunkelsten Punktes. Dieses Verhältnis lässt sich mit dynamischem Kontrast aber beliebig vergrößern, indem einfach bei dunklen Szenen die Hintergrundbeleuchtung immer weiter reduziert wird. Wird sie sogar ganz ausgeschaltet, so ergibt das einen unendlich hohen Wert für den dynamischen Kontrast. Es ist unmittelbar klar, dass dies auf Kosten der Bildqualität bei dunklen Szenen geht.
Bei einigen LED-hinterleuchteten Bildschirmen ist es möglich, die Beleuchtung gezielt in einer bestimmten Bildschirmregion zu verändern und so den Kontrast eines Einzelbildes zu verstärken (d. h. auch den statischen Kontrast). Diese Technik verursacht derzeit noch bei allgemein dunklen Bildinhalten in hellen Bildregionen einen wahrnehmbaren Schein (Halo), da die Auflösung der Hintergrundbeleuchtung viel geringer als die eigentliche Bildauflösung ist.